# シムス (駆逐艦)
|           |                                                                    |
| 艦歴      |                                                                    |
| 起工:     | 1937年7月15日                                                      |
| 進水:     | 1939年4月8日                                                       |
| 就役:     | 1939年8月1日                                                       |
| その後:   | 1942年5月7日に戦没                                                 |
| 性能諸元  |                                                                    |
| 排水量:   | 基準 1,600 トン、満載 2,246 トン                                   |
| 全長:     | 348 ft 3¼ in (106.15 m)                                            |
| 全幅:     | 36 ft 1 in (11 m)                                                  |
| 吃水:     | 13 ft 4.5 in (4.07 m)                                              |
| 機関:     | ギアード・タービン 50,000 shp                                      |
| 最大速:   | 35ノット                                                           |
| 航続距離: | 3,660海里 (6,780 km) 20ノット(37km/h)時                            |
| 乗員:     | 士官10名、兵員182名                                                |
| 兵装:     | 38口径5インチ砲4門 12.7mm機銃4基 21インチ魚雷発射管8門 爆雷軌条2基 |

シムス (USS Sims, DD-409) は、アメリカ海軍の駆逐艦。
シムス級駆逐艦のネームシップ。
艦名は海軍の近代化を推進したウィリアム・シムス提督に因んで名付けられた。
メイン州のバス鉄工所にて1937年7月15日起工、1939年4月8日進水、1939年8月1日就役し、
ウィリアム・アーサー・グリスウォルド少佐
が指揮を執った。

## 艦歴

### 戦間期
ボストン海軍工廠での試運転及びカリブ海での試運転訓練後、1940年8月2日にバージニア州ノーフォークの大西洋戦隊に加わり、カリブ海と南大西洋の海域で巡回任務に就いた。1940年11月から12月には、マルティニーク島を哨戒した。1941年5月28日、シムスはロードアイランド州に到着し、7月28日にアメリカの機動部隊と共にアイスランドに向けて出航した。8月にはアイスランドの近海を、9月から10月には2度に渡り北大西洋を哨戒した。シムスは第2駆逐艦隊に所属した。

### 第二次世界大戦
1941年12月7日の戦争の勃発により、第2駆逐艦隊はヨークタウンを中心に編成されたタスクフォース17に配属された。機動部隊は1941年12月16日にカリフォルニア州サンディエゴに向けてノーフォークを出港、海兵隊をサモアへ移送する護送船団の一部として航行し、1942年1月23日に到着した。
当時、日本軍はオーストラリアと連合軍の通信を切断する為にサモアを攻撃すると予測されていた。この動きを阻止するために、マーシャル諸島の日本軍基地に対する空母による攻撃が計画された。ヨークタウンの部隊はミリ、ジャルート、マキンの島々を、エンタープライズを中心とした部隊はクェゼリン、ウォッジェ、マロエラップの攻撃を予定していた。
タスクフォース17は1月25日にサモアを出発し、シムスが掩護に就いた。1月28日の11時05分、シムスは敵の爆撃機を目撃した。11時14分、駆逐艦の航跡を掠めて、4発の爆弾が約1,500ヤード後方に落下した。翌日、ヨークタウン及びエンタープライズの空母部隊と砲撃部隊は島を攻撃した後撤退した。
シムスはタスクフォース17にて、2月16日に真珠湾からウェーク島を攻撃するために出航した。しかし、出航後まもなく命令が変更され、カントン島の海域に向かった。カントンはホノルル-ニューカレドニア航空路にある小さな島であり、日本軍によって危機に瀕していると考えられていた。
3月初旬までに、日本軍はニューギニアの北海岸のラエとサラマウアを占領していた。日本軍の進軍を確認するため、3月10日にレキシントンとヨークタウンから航空攻撃が開始された。シムスは敵艦から空母を守るため、巡洋艦と共に駆逐艦隊とルイジアード諸島のロッセル島の近くに留まった。シムスは次にニューカレドニア-トンガ諸島地域で活動した。

### 珊瑚海の戦い
1942年4月下旬、日本軍はオーストラリア攻略を支援するために機動部隊を結成した。これは、ツラギとポートモレスビーへの上陸部隊を護衛する守備隊と、珊瑚海の連合艦隊を排除するための攻撃隊で構成されていた。翔鶴と瑞鶴は高木武雄提督の指揮下にて攻撃隊に所属した。
一方、アメリカ海軍はレキシントンとヨークタウンを中心とした機動部隊が編成された。シムスはネオショーの護衛を命じられた。機動部隊は5月5日～6日に補給、その後シムスとネオショーは次の補給地点へ向かう。
5月7日の朝、日本軍攻撃部隊の捜索機がネオショーとシムスを視認したが、それらを空母と巡洋艦として高木提督に報告した。高木は報告を受け、全面攻撃を命じた。09時30分、15機の日本軍爆撃機が2隻を攻撃したが、損傷はなかった。10時38分、10機が駆逐艦を攻撃したが、巧みな操舵により投下された9発の爆弾を回避した。3回目の攻撃は36機による急降下爆撃が行われ、2隻の船に壊滅的な損傷を与えた。ネオショーは7発の直撃と、さらに被弾した九九式艦上爆撃1機の体当たり受け、航行不能となった。
シムスはあらゆる方向から攻撃され、250キログラム（550ポンド）の爆弾3発が命中した。機関室で2発が爆発、船体は中央から折れ曲がり、船尾から沈み始めた。シムスは1942年6月24日に海軍籍から除籍された。

## バトルスター
シムスは第二次世界大戦の戦績により2つのバトルスターを獲得した。 